# Ustawa o działalności leczniczej
Ustawa z dnia 15 kwietnia 2011 r. o działalności leczniczej – polska ustawa, uchwalona przez Sejm, regulująca kwestie prawne związane z działalnością leczniczą.

## Zakres regulacji
Ustawa określa:
- zasady wykonywania działalności medycznej
- rodzaje podmiotów wykonujących działalność leczniczą
- zasady funkcjonowania podmiotów wykonujących działalność leczniczą
- normy czasu pracy pracowników podmiotów leczniczych (ochrony zdrowia)
- zasady sprawowania nadzoru nad wykonywaniem działalności leczniczej.

## Poprzednie regulacje
Ustawa zastąpiła:
- ustawę z dnia 30 sierpnia 1991 r. o zakładach opieki zdrowotnej (Dz.U. z 2007 r. nr 14, poz. 89)
- ustawę z dnia 24 sierpnia 2001 r. o dopłatach do oprocentowania kredytów udzielanych lekarzom, lekarzom stomatologom, pielęgniarkom, położnym i technikom medycznym oraz o umarzaniu tych kredytów (Dz.U. z 2001 r. nr 128, poz. 1406)[1].

## Nowelizacje
Ustawę znowelizowano wielokrotnie. Ostatnia zmiana weszła w życie w 2025 roku.